# Atamanskaja (Kraj Krasnodarski)
Atamanskaja (ros. Атаманская) – stanica w Rosji, w Kraju Krasnodarskim, w rejonie pawłowskim. W 2010 liczyła 3952 mieszkańców.